# Мінич Микола Григорович
Микола Григорович Мінич (18 квітня 1923, село Яблунець, тепер село Великий Яблунець Ємільчинської селищної територіальної громади Звягельського району Житомирської області — 22 лютого 2008) — киргизький радянський діяч, секретар ЦК КП Киргизії, заступник голови Ради міністрів Киргизької РСР, голова Комітету народного контролю Киргизької РСР. Депутат Верховної ради Киргизької РСР 5—11-го скликань.

## Біографія
Народився в селянській родині. Трудову діяльність розпочав у 1938 році колгоспником.
У 1941—1942 роках — у Червоній армії, учасник німецько-радянської війни. Був важко поранений, перебував на лікуванні у військових шпиталях, демобілізований в 1942 році.
У 1942—1947 роках — обліковець, бригадир, голова правління колгоспу імені Ворошилова Покровського району Іссик-Кульської області Киргизької РСР.
Член ВКП(б) з 1945 року.
З 1948 року — заступник голови виконавчого комітету Покровської районної ради депутатів трудящих Іссик-Кульської області.
Закінчив партійну школу.
До 1953 року — завідувач відділу Пржевальського міського комітету КП Киргизії Іссик-Кульської області.
У 1953—1956 роках — 2-й секретар Покровського районного комітету КП Киргизії Іссик-Кульської області.
У 1956—1958 роках — 1-й секретар Пржевальського районного комітету КП Киргизії Іссик-Кульської області.
У 1958—1961 роках — голова виконавчого комітету Тюпської районної ради депутатів трудящих Іссик-Кульської області; 1-й секретар Пржевальського міського комітету КП Киргизії Іссик-Кульської області.
У 1961 — грудні 1962 року — 2-й секретар Тянь-Шаньського обласного комітету КП Киргизії.
22 грудня 1962 — 22 грудня 1965 року — секретар ЦК КП Киргизії. Одночасно 22 грудня 1962 — 22 грудня 1965 року —заступник голови Ради міністрів Киргизької РСР. Одночасно 22 грудня 1962 — 22 грудня 1965 року — голова Комітету партійно-державного контролю ЦК КП Киргизії та Ради міністрів Киргизької РСР.
У грудні 1965 — 1986 року — голова Комітету народного контролю Киргизької РСР.
З 1986 року — персональний пенсіонер. Був заступником голови Киргизького республіканського товариства охорони природи.
Помер 22 лютого 2008 року.

## Нагороди
- орден Жовтневої Революції
- орден Вітчизняної війни ІІ ст.
- орден Трудового Червоного Прапора
- два ордени «Знак Пошани»
- медаль «За трудову доблесть» (11.01.1964)
- медалі